# Pakarana
Pakarana (Dinomys branickii) är en art i underordningen piggsvinsartade gnagare. Djuret är den enda levande arten av familjen pakaranor (Dinomyidae). Namnet kommer från tupíindianernas språk och betyder "falsk paka". Namnet syftar på likheter till djurgruppen pakor (Cuniculus).

## Utbredning
Arten lever i skogar i norra Sydamerika i bergsregioner som ansluter till Anderna. Pakaranornas utbredningsområde sträcker sig från Colombia och Venezuela till Peru och Bolivia. Pakaranan vistas i regioner som ligger 250 till 3200 meter över havet.

## Kännetecken
Pakaranan är efter kapybaran den tredje största levande gnagaren på jorden. Den har en fyllig kropp och ett påfallande brett huvud. Öronen är små och avrundade, ögonen är relativt stora. Dess morrhår är oftast längre än huvudet. Pälsen är på ovansidan svartbrun och på undersidan ljusare. På djurets rygg finns två remsor av vita fläckar. En liknande remsa finns på varje kroppssida. Alla extremiteter har fyra tår som är utrustade med stora klor. Dessa djur når en kroppslängd mellan 73 och 80 centimeter. Den tjocka svansen är ungefär 20 centimeter lång. Pakaranan når en vikt mellan 10 och 15 kilogram.

## Levnadssätt
Pakaranor lever i regnskogar. De lever vanligtvis på marken men har bra förmåga att klättra (särskilt ungdjur). Det antas att de huvudsakligen vilar i naturliga bergssprickor eller på skyddade platser i träd trots att de med sina klor har förmåga att gräva bon under jorden. Det förmodas även att de är aktiva på natten och att de lever ensamma eller i par. För kommunikationen använder dessa djur olika ljud. De trampar med foten på marken, skramlar med tänderna och har olika ljud som påminner om ylande eller viskande. Djur i fångenskap är oftast inte aggressiva. I naturen lever individerna ensam eller i grupper med 2 till 5 medlemmar.

## Föda
Dessa djur äter främst frukter, löv och stjälkar. När de äter sitter de på sina bakre extremiteter och hanterar födan med de främre extremiteterna.

## Fortplantning
Efter dräktigheten som varar i 220 till 280 dagar föder honan ett till två ungdjur. Det är inte känt när honan slutar att dia och när ungarna blir könsmogna. Djur i fångenskap har ofta blivit 9 år gamla, och det äldsta exemplaret blev 13 år gammalt.

## Pakaranor och människor
Pakaranor är skygga och därför är artens levnadssätt nästan outforskat. Den vetenskapliga beskrivningen gjordes så sent som 1873 och vid flera tillfällen betraktades arten som utdöd. Pakaranan hotas av jakt och av förstöring av djurets levnadsområde. Andra forskare hävdar att beståndet är större än befarat och att det bara ska vara svårt att iaktta individer i naturen. Utbredningsområdet är stort och pakaranan hittas i flera skyddszoner. IUCN listar arten som livskraftig (LC).

## Systematik
Pakaranan är idag den enda arten i familjen Dinomyidae. Däremot är flera utdöda släkten kända som levde efter oligocen i Sydamerika. De två största kända gnagare som levde under evolutionens lopp, Phoberomys pattersoni och Telicomys giganteus, är släkt med pakaranan.